# Piccole storie
Piccole storie (Historias mínimas) è un film argentino-spagnolo del 2002 diretto da Carlos Sorín.

## Trama
Tre personaggi viaggiano per le strade della Patagonia.
Don Justo, un ottantenne, decide di partire per ritrovare il suo cane "Malacara", che lo ha abbandonato dopo un incidente stradale.
Roberto, un venditore di 40 anni, è innamorato di una cliente vedova e si prepara a regalarle una torta per il compleanno del figlio.
Maria, una giovane madre di 25 anni, partecipa a un concorso televisivo per vincere un elettrodomestico.
Le loro vite si incrociano lungo il percorso, rivelando desideri e conflitti personali.